# Декалькомания
Декалькомания (от фр. décalcomanie; по-английски часто называется Letraset — от названия наиболее известной фирмы-производителя) — изготовление печатных оттисков (переводных изображений) для последующего сухого переноса на какую-либо поверхность при помощи высокой температуры или давления. Используется для создания надписей и изображений на бумаге, картоне, керамике, для детских переводных картинок и др. Оскар Домингес считается изобретателем декалькомании (в 1935).
Технология состоит в литографской печати на загрунтованной специальным клеем бумаге. При размачивании или разогревании красочный слой отделяется от подложки, и его можно перенести на поверхность.
Помимо утилитарного использования, применялась также в искусстве (Оскаром Домингесом, Максом Эрнстом и другими).